# Camarotella brasiliensis
Camarotella brasiliensis är en svampart som beskrevs av C.A.P. Souza, Vitória, J.L. Bezerra & Dianese 2008. Camarotella brasiliensis ingår i släktet Camarotella och familjen Phyllachoraceae.   Inga underarter finns listade i Catalogue of Life.